# Genregulatie

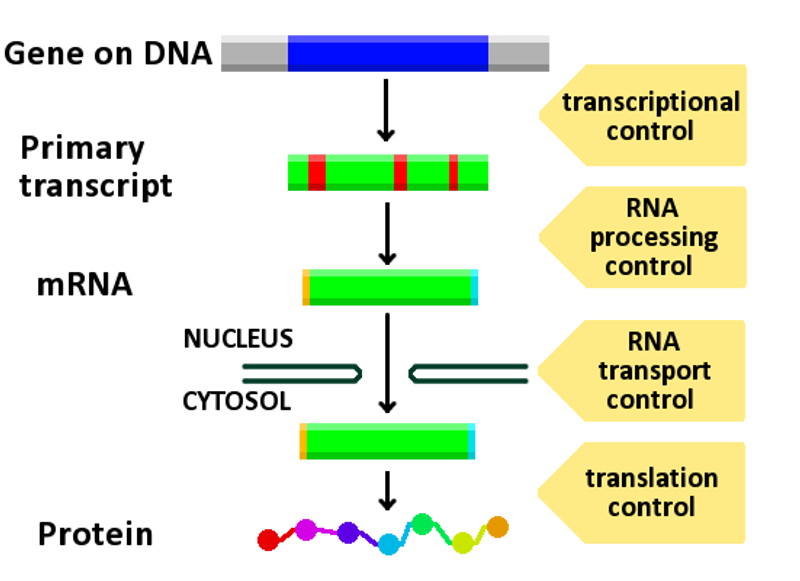
Op verschillende plaatsen in de DNA → mRNA → eiwit processen kan expressie worden beïnvloed.

Genregulatie is in de biologie de sturing van de genexpressie. De genregulatie bepaalt de concentratie van een door een gen gecodeerd eiwit in een cel.
Regulatie vindt plaats in het gen of tot het gen behorende elementen. Dit zijn:
- Promotor
- Operator
- Cis-elementen, zoals silencer of enhancer

Bij prokaryoten zorgt de genregulatie voor het grootste deel van de aanpassing aan wisselende omstandigheden, zoals minder zuurstof of een wisselend voedselaanbod. Eukaryotische cellen zijn tot en met de protisten minder sterk aangewezen op de genregulatie voor aanpassing aan wisselende omstandigheden. Bij meercellige organismen is de genregulatie sterk betrokken bij de groei en ontwikkeling van het individu. Op een bepaald moment en in het goede weefsel moeten in de daarvoor in aanmerking komende cellen de noodzakelijke genen geactiveerd worden.
De basisprincipes van de genregulatie zijn in alle cellen hetzelfde. Er zijn echter zowel bij prokaryoten als ook bij eukaryoten bijzonderheden. Bij bacteriën zijn de genen in operons georganiseerd, die bij Eukaryoten niet voorkomen. Eukaryoten bezitten daarentegen mechanismen voor aansturing, posttranscriptionele modificatie en posttranslationele modificatie, van transcripten, die aangrijpingspunten voor regulerende factoren bieden.

## Operon
Bij een operon wordt onderscheid gemaakt in positieve en negatieve regulatie. Bij de positieve regulatie heeft de RNA-polymerase een activator nodig, die zich aan het DNA bindt, waarna vervolgens de transcriptie kan plaatsvinden. Bij de negatieve regulatie bindt een repressor, zoals de lac-onderdrukker, aan het DNA en kan de RNA-polymerase het gen niet aflezen. Daarnaast kunnen bepaalde substraten de activatoren en repressoren activeren (activator/repressor kan zich aan het DNA binden) of inactiveren (activator/repressor laat los van het DNA). Men spreekt van inductie als het substraat ervoor zorgt dat er een translatie (en daarmee een genexpressie) kan plaatsvinden (inactivering van de repressor of een activering van de activator). Repressie betekent dat het substraat een genexpressie verhindert (de activator wordt geïnactiveerd of de repressor geactiveerd).

## Regulatiestappen bij de genexpressie
Bij de volgende stappen in de genexpressie treedt genregulatie op:
- Initiatie van de transcriptie
- Terminatie van de transcriptie
- Capping (bij Eukaryoten)
- Polyadenylatie (bij Eukaryoten)
- Splicing (bij Eukaryoten)
- Transport in het cytoplasma (bij Eukaryoten)
- Stabiliteit van het mRNA in het cytoplasma
- Initiatie van de translatie
- Posttranslationele modificaties van de gesynthetiseerde proteïnen